# 19535 Rowanatkinson
A 19535 Rowanatkinson (ideiglenes jelöléssel 1999 HF3) a Naprendszer kisbolygóövében található aszteroida. John Broughton fedezte fel 1999. április 24-én.
Nevét Rowan Atkinson (1955) BAFTA-díjas brit humorista, komikus, színész után kapta.